# باشگاه فوتبال پرسیبایا سورابایا
باشگاه فوتبال پرساتوآن سپکبولا سورابایا که معمولاً با نام پرسیبایا سورابایا یا به اختصار پرسیبایا شناخته می‌شود، یک باشگاه فوتبال حرفه‌ای اندونزیایی است که در سورابایا، جاوه شرقی مستقر است. این باشگاه در حال حاضر در لیگ ۱، بالاترین سطح فوتبال اندونزی، بازی می‌کند. پرسیبایا سورابایا به عنوان یکی از نمادین‌ترین و موفق‌ترین تیم‌های این کشور شناخته می‌شود و عناوین و مسابقات متعددی را در لیگ و تورنمنت‌های اندونزی کسب کرده است.